# Pinus maximinoi
Pinus maximinoi (сосна Максимін) — вид роду сосна родини соснових.

## Морфологічна характеристика
Це дерево до 20—35(50) м заввишки і до 100 + см діам. на рівні грудей. Стовбур прямий, круглий. Гілки горизонтальні, часто кільчасті, що розвиваються у відкриті пірамідальній формі. Кора гладка, сіро-коричнева, пізніше стає грубою і глибоко тріщинуватою. Гілочки довгі, тонкі, гнучкі та злегка пониклі. Листя зберігається 2—2,5 роки, зібране в пучках по 5 (рідко 4 або 6), дуже тонкі, пониклі, 20—35 см завдовжки, 0,6—1,1 мм шириною, ясно-зелені. Шишки в групах по 3—4, світло-коричневі, в перший рік, з терміном погашення в два роки. Червоно-коричневі, (4)5–10(12) × 4–8 см у відкритому стані. Шишка зріла взимку, вона заповнена насінням і незабаром падає. Насіннєвих лусок (100)120—160, тонкі, гнучкі; Апофіз плоский. Насіння темно-коричневе, 4–6 × 3–4 мм, крила бліді жовто-коричневі, 16–20 × 4–8 мм. Сім'ядолей 6—8.

## Поширення
Країни зростання: Мексика: Сіналоа, Халіско, Мічоакан, Мехіко, Ідальго, Тласкала, Пуебла, Веракрус, Герреро, Оахака і Чіапас, Гватемала, Гондурас, Сальвадор і Нікарагуа. Не значна кількість зростає також в Панамі.
Зростає на висотах з 1500—2400 метрів.